# Пора в космос!
Пора́ в ко́смос! — еженедельная детская телевизионная образовательная передача о космонавтике, выходившая на телеканале «Карусель» с 27 декабря 2010 по 14 декабря 2014 года. Первоначально выходила на телеканале «Теленяня», а также один раз — на «Первом канале».
Ведущие — Егор Клинаев и Екатерина Филюгина (с 12 апреля 2013 по 14 декабря 2014; с ноября 2010 по декабрь 2012 года ведущей программы была Юля Сорокина). Также в передаче участвовали лётчики-космонавты с борта Международной космической станции.

## Структура передачи
Передача «Пора в космос!» состояла из нескольких сюжетов:
- Космонавт с борта Международной космической станции выходит на связь со студией на Земле и рассказывает детям о том, как живут и работают космонавты на орбите.
- Ведущие передачи Егор и Катя посещают предприятия Федерального космического агентства, встречаются с учеными, конструкторами, создателями и испытателями космической техники.
- Рассказ о загадках Вселенной, исследованиях космоса, истории космонавтики.

## Космонавты и астронавты, принимавшие участие в передаче

### С борта МКС
| Космонавты                       | Астронавты                  |
| -------------------------------- | --------------------------- |
| Юрчихин, Фёдор Николаевич        | Несполи, Паоло              |
| Кондратьев, Дмитрий Юрьевич      | Коулман, Катерина Грейс     |
| Самокутяев, Александр Михайлович | Барратт, Майкл Рид          |
| Борисенко, Андрей Иванович       | Стотт, Николь Мари Пассонно |
| Волков, Сергей Александрович     |                             |
| Шкаплеров, Антон Николаевич      |                             |
| Иванишин, Анатолий Алексеевич    |                             |
| Падалка, Геннадий Иванович       |                             |
| Ревин, Сергей Николаевич         |                             |
| Маленченко, Юрий Иванович        |                             |
| Новицкий, Олег Викторович        |                             |
| Рязанский, Сергей Николаевич     |                             |
| Котов, Олег Валериевич           |                             |
| Тюрин, Михаил Владиславович      |                             |

### ВЦентре подготовки космонавтов имени Ю. А. Гагарина
- Сергей Крикалёв
- Сергей Залётин
- Роман Романенко
- Александр Калери
- Олег Кононенко
- Юрий Усачев
- Сергей Рязанский

## История

Победители конкурса братья Андреевы на космодроме Байконур

Первый выпуск передачи состоялся 19 ноября 2010 года на телеканале «Теленяня». С 27 декабря 2010 год по 14 декабря 2014 года передача выходила на телеканале «Карусель», который создан после объединения телеканалов «Теленяня» и «Бибигон».
10 апреля 2011 года на Первом канале вышел специальный выпуск передачи «Пора в космос!», посвященный 50-летию первого полёта человека в космос. По рейтингу специальный выпуск вошел в десятку лучших детских телевизионных программ недели. В ходе передачи был объявлен детский конкурс «Космическая почта» на наиболее интересный вопрос про космос. За время проведения конкурса детьми было задано 5273 вопроса. Самые оригинальные и интересные из всех присланных вопросов были переданы на Международную космическую станцию, где на них ответили космонавты по телемосту со студией канала «Карусель». Победителями конкурса стали братья Максим и Герман Андреевы из г. Санкт-Петербурга. Имена победителей были названы космонавтом Ф. Юрчихиным 1 июня 2011 года на празднике канала «Карусель» в ЦПКиО им. Горького в Москве. Победители конкурса получили уникальную возможность — осенью 2011 года посетить космодром «Байконур» и увидеть старт космического корабля. С 10 ноября по 14 ноября 2011 года братья Андреевы и ведущий передачи Егор Клинаев посетили Байконур, где встретились с экипажем транспортного пилотируемого корабля Союз ТМА-22 и стали свидетелями его старта к МКС.
1 и 2 октября 2011 года телеканал «Карусель» принял участие в крупнейшей международной выставке телевизионного контента для детей MIP Junior’2011. Экипаж Международной космической станции — постоянные герои программы «Пора в космос!» пожелали телевизионщикам дарить детям больше добрых и умных мультфильмов.
В 2012 году программа участвовала в конкурсе Российской национальной телевизионной премии ТЭФИ-2011 (Категория «Лица», номинация «Программа для детей и юношества»).
В декабре 2012 года вышел последний выпуск программы с Юлией Сорокиной в качестве ведущей. Вместо неё ведущей программы стала Катя Филюгина, которая дебютировала в программе 12 апреля 2013 года.
14 декабря 2014 года на канале «Карусель» был показан последний выпуск. В декабре 2014 года передача прекратила своё существование.

## Создатели
Передача создавалась продюсерским центром ОАО «Доктор Чехов» совместно с телестудией Роскосмоса по заказу ЗАО «Первый канал. Всемирная сеть». Автор сценария — Татьяна Ворожцова.